# Ghana en los Juegos Paralímpicos de Londres 2012
Ghana estuvo representada en los Juegos Paralímpicos de Londres 2012 por cuatro deportistas, tres hombres y una mujer. El equipo paralímpico ghanés no obtuvo ninguna medalla en estos Juegos.